# Шульган-Таш (заповедник)
Шульган-Таш (баш. Шүлгәнташ) — государственный природный заповедник в Башкортостане, имеющий федеральный статус. Расположен в западных предгорьях Южного Урала, в горно-лесном поясе, в пределах Бурзянского района. Общая площадь: 22 531 га (225 км²). Название происходит от башкирских слов «шульган» (опустился, провалился, исчез) и «таш» (камень).
Вместе с заказником Алтын-Солок входит в состав комплексного биосферного резервата Башкирский Урал.
12 июля 2025 года на проходящей в Париже под председательством Болгарии 47-й сессии Комитета всемирного наследия принято решение о включении российского культурного объекта «Наскальная живопись пещеры Шульган-Таш» в Список всемирного наследия ЮНЕСКО.
Заповедник является природоохранным, научно-исследовательским и эколого-просветительным учреждением. В штате около 90 человек, из них 3 кандидата наук и 2 аспиранта, 5 научных сотрудников. Библиография заповедника составляет более 900 работ, за 2008 год подготовлено 53 научные публикации. Ежегодно готовится всеобъемлющий научный отчёт «Летопись природы».
Среднемесячная температура января −16 °С, июня и июля +16 °С. Климат умеренно континентальный, резко изменчивый по годам, количество осадков от 270 до 750 мм. Рельеф низкогорный. Смешанные широколиственные и хвойно-широколиственные леса занимают 92 процента территории.
9 июля 2022 года состоялось открытие историко-музейного комплекса «Шульган-Таш» в местности Мурат-Тугай Бурзянского района в двух километрах от входа в пещеру. На площади в 4 тысячи квадратных метров расположилась экспозиция, которая состоит из семи тематических блоков и рассказывает о событиях от «Большого взрыва» до каменного века, а также историю изучения пещеры археологами, палеонтологами, спелеологами и другими специалистами. В музее представлены точные авторские копии фрагментов стен пещеры Шульган-Таш с наиболее яркими и хорошо сохранившимися группами древних наскальных изображений. Для их создания приглашали иностранных реставраторов.

## Флора и фауна
Наиболее известным представителем энтомофауны является бурзянская бортевая пчела, для поддержки популяции которой и был создан заповедник «Шульган-Таш».
На территории заповедника встречаются: рыбы 30 видов, земноводные 5 видов, пресмыкающиеся 6, птицы 206, млекопитающие 61 вида. Беспозвоночных выявлено около 1700 видов, из них бабочек 378, жуков 458. В Красную книгу РФ занесён 31 вид животных, в Красную книгу Башкортостана — 67 видов. Здесь обитают все типичные лесные виды средней полосы России. Необычно велика плотность обитания бурого медведя. Разнообразна орнитофауна.
Есть и проблемы. Так, европейская норка в регионе вытесняется американской. Ввиду потепления климата, а также вследствие строительства Юмагузинского водохранилища на реке Белой всё более ухудшаются условия обитания реофильных рыб (приспособленных к обитанию в текучих водах) — тайменя, форели, хариуса.
Богатая ландшафтная мозаика обуславливает и высокое разнообразие растительного мира. На начало 2009 года выявлено 816 видов высших сосудистых растений, 184 вида мхов, 233 вида лишайников, 117 видов грибов, 202 вида водорослей и цианобактерий. В Красную книгу России внесены 14 видов растений, в Красную книгу Башкортостана — 57. Реликтовые и эндемичные виды составляют около 10 процентов всей местной флоры. Наиболее редкие растительные сообщества — реликтовые ельники и горные каменистые степи. На территории граничат восточноевропейские широколиственные, светлохвойные предлесостепные и темнохвойные южнотаёжные леса.

## Пчеловодство
Заповедник был создан в 1958 году как Прибельский филиал Башкирского заповедника, а 16 января 1986 года стал самостоятельным заповедником. Основанием для организации заповедника было обитание в этом регионе ядра чистокровной аборигенной популяции медоносной пчелы — бурзянской бортевой пчелы, или «бурзянки», в условиях бортничества, башкирского народного промысла. Филиал оказался первой в мире зоной, охраняющей аборигенных диких пчёл.
В заповеднике в условиях искусственных дупел — бортей и колод обитает 138 семей пчёл, на пасеках — 242 семьи. Бортничеством по совместительству занимаются госинспектора охраны. Насущной проблемой является охрана генофонда пчелы от метисации, к которой привёл ввоз (ныне запрещённый) в регион инопородных пчёл. Для устойчивости популяции «бурзянки» необходимо расширение её ареала, для этого в 1997 году был создан заказник «Алтын-Солок» (Золотая борть), поддерживается бортничество на прилежащих территориях и продвигался проект расширения заповедника. Умелый маркетинг бортевого меда сделал бортничество рентабельным, и оно стало возвращаться в быт башкир.

## Особенности
Топоним «Шульган-Таш», ставший названием заповедника, встречается во многих мифах и легендах башкир, например в эпосе Урал-батыр.
На территории заповедника находится уникальная карстовая Капова пещера, или Шульган-Таш. Протяжённость всех ходов пещеры составляет более 2,9 км. Пещера имеет три яруса, внутри пещеры протекает речка Подземный Шульган, которая образовала эту пещеру.
В 1959 году зоолог заповедника А. В. Рюмин открыл в Каповой пещере (Шульган-Таш) наскальные рисунки эпохи палеолита. Изображения выполнены в основном охрой, природным пигментом на основе животного жира. Возраст их около 18 тыс. лет. Изображены мамонты, лошади и другие животные, в том числе верблюд, сложные знаки, антропоморфные фигуры. Есть редкие изображения углём.

## Галерея
|  |  |  |  |